# Carl-Gustaf Petersén
Carl-Gustaf Karsten Petersén, född 25 februari 1944 i Oscars församling, Stockholms stad, är en svensk direktör och museichef.

## Biografi
Petersén är son till generalkonsul Carl Henrik Petersén och Ingeborg Hörnell. Han tog juris kandidatexamen i Stockholm 1969 och studerade vid University of California, Berkeley i USA 1970. Petersén diplomerades från Institutet för högre reklam- och kommunikationsutbildning 1971 och var projektledare för marknadsföring vid AB Törnbloms annonsbyrå 1971–1976. Han var handläggare för länderansvarige vid Sveriges exportråd 1976–1977, vice VD vid AB Bukowskis konsthandel 1977, VD där 1980–1983, VD vid Beijers auktioner AB från 1984 och tillförordnad museichef för Millesgården från 1990. Han var president för European Federation of Auctioneers från 2003 och har varit VD för Bukowski Auktioner AB. Petersén var Senior President för International Auctioneers 2002–2004.
Han var styrelseledamot i Svenskt Tenn AB, Konstnärernas vänner Waldemarsudde från 1983, Föreningen Millesgårdens vänner från 1984 och ordförande i Konstnärernas hjälpfond från 1987. År 2012 var han ledamot och ordförande i Auktionskompaniet Stockholm City AB, ledamot av Bukowski Auktioner Aktiebolag, Bukowskis Holding AB, E. Öhman J:or Aktiebolag, E. Öhman J:or Asset Management AB, E. Öhman J:or Fonder AB, E. Öhman J:or Kapitalförvaltning Aktiebolag och Kultur och Näringsliv, K & N Service Aktiebolag. Han är medlem av Moderata samlingspartiet och sitter i kommunfullmäktige för Lidingö kommun. Han var president för European Federation of Auctioneers från 2003.
Petersén var värd för programmet Sommar i P1 i Sveriges Radio den 9 juli 2002. Sedan 1 juli 2014 är Petersén kabinettskammarherre vid kung Carl XVI Gustafs hovstat.

## Utmärkelser
- Riddare av 1:a klass av Norska förtjänstorden (1 juli 1992)[8]